# Seeley Booth
Seeley Joseph Booth is een personage in de Amerikaanse televisieserie Bones. De rol wordt vertolkt door David Boreanaz. Seeley Booth is een van de twee hoofdrolspelers van de serie, naast Temperance Brennan, die gespeeld wordt door Emily Deschanel.
Seeley Booth is een voormalig commando-scherpschutter uit het leger, die tegenwoordig als FBI-agent werkzaam is. Hij is afkomstig uit Pittsburgh, Pennsylvania.
Samen met Dr. Brennan en haar team lost hij misdaden op, waarbij hij vaak optreedt als brug tussen de FBI en het Jeffersonian Institute.
Als het op misdaden aankomt, heeft Booth een totaal andere insteek dan Dr. Brennan en haar team. Booth werkt interpersoonlijk en intuïtief. Zijn benadering botst regelmatig met de wetenschappelijke, rationele denkwijze van Dr. Brennan.
Booth past eigenlijk niet tussen het team van nerds. Hij is het stereotype van de geslaagde Amerikaanse jongen: wereldwijs, makkelijk in de omgang met mensen, én makkelijk in de omgang met vrouwen.
Ondanks dat hij werk en privé gescheiden probeert te houden, druppelt er af en toe toch iets van zijn privé-leven door. Hij is een gelovig katholiek en werkt nu bij de FBI om een even groot aantal levens te kunnen redden dat hij als sluipschutter heeft beëindigd. Korte tijd had hij iets met de blonde advocate Tessa, maar dit ging uit toen het serieuzer werd.
Booth heeft een 4-jarig zoontje genaamd Parker, uit een vorige relatie met Rebecca. Hij vroeg haar ten huwelijk toen ze in verwachting bleek te zijn, maar ze weigerde zijn aanzoek.
Een tijdlang heeft hij gekampt met een gokverslaving, maar na een therapie heeft hij dit overwonnen.
Er is een nogal verwarrende chemie tussen Booth en Dr. Brennan. Hoewel ze elkaar niet altijd begrijpen, is er een groot wederzijds respect en hangt er soms een romantische spanning tussen de twee. Booth lijkt jaloers op Temperance's vriend in de afleveringen Two bodies in the lab en The woman in limbo. Als Temperance in het tweede seizoen iets met Special Agent Sullivan (Sully) krijgt, valt uit Booth's lichaamstaal af te lezen dat hij het er moeilijk mee heeft om de twee samen te zien.
Booth heeft een opmerkelijke relatie met Zack Addy, de assistent van Dr. Brennan. Hij praat nooit rechtstreeks tegen hem. Zack is ervan overtuigd dat dit Booth's manier is om een band te scheppen.
Booth is erg beschermend tegenover Dr. Brennan en zijn partnerschap met haar. Als Dr. Camille Saroyan hem vraagt of hij zonder Temperance nog door zou werken, antwoordt hij onmiddellijk: "I'm with Bones, all the way". Als haar leven in gevaar is, doet hij er alles aan om bij haar te zijn en haar zelf te kunnen beschermen. Als Brennan ontvoerd wordt, vertrekt Booth uit het ziekenhuis (waar hij terechtkwam na slachtoffer geweest te zijn van een bom die voor Brennan was bedoeld) en leidt hij zelf de reddingsmissie. En als hem ter ore komt dat een crimineel een aanslag op Brennan wil plegen, gaat hij naar de man toe en bedreigt hem. Hij steekt hem een pistool in zijn mond en zegt: "If anything happens to her, I will find you and I will kill you. I won't think twice about it."
Booth krijgt een relatie met Dr. Camille Saroyan, als zij aan het begin van het tweede seizoen het team komt versterken op het Jeffersonian Institute. De twee hebben een aantal jaar geleden ook al iets met elkaar gehad. De relatie eindigt echter na een zware zaak, waarbij Booth de conclusie trekt dat mensen die in risicovolle situaties werken geen liefdesrelatie met elkaar moeten aangaan.